# 5. østlige længdekreds
Den 5. østlige længdekreds (eller 5 grader østlig længde) er en længdekreds, der ligger 5 grader øst for nulmeridianen. Den løber gennem Ishavet, Atlanterhavet, Europa, Afrika, det Sydlige Ishav og Antarktis.